# Schloss Burgau (Schwaben)

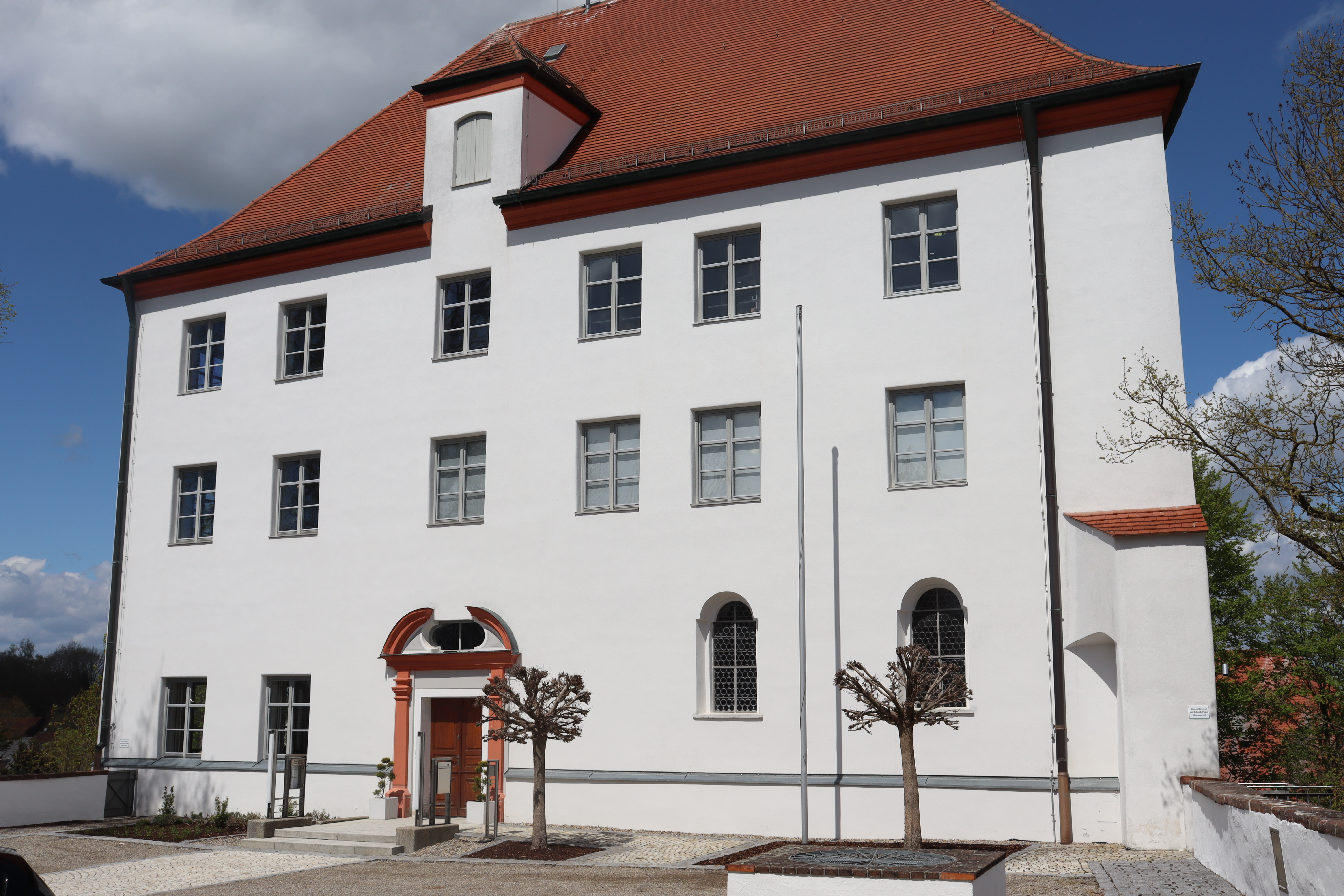
Hof und Hauptgebäude des Burgauer Schlosses

Das Schloss Burgau ist ein barocker Schlossbau in der Altstadt von Burgau. Der heutige Bau geht in seinen Grundzügen auf einen reduzierten Wiederaufbau des Vorgängerbaus zurück, der im Jahr 1704 abgebrannt war. Die Ursprünge der „Burg in der Au“ gehen dabei auf eine, um 1100 entstandene mittelalterliche Burganlage zurück. Nach einer Nutzung durch die Markgrafen von Burgau und habsburgische Beamte wurde es ab dem 19. Jahrhundert als Schulgebäude genutzt. Seit 1907 beherbergt das Schloss das Museum der Stadt Burgau.

## Geschichte
Die Burg Burgau wurde um 1100 als Spornburg auf einem vorspringenden steilen Hügel am Rande des Mindeltals errichtet. Durch die Anlage eines Halsgrabens konnte auch die Südseite gegen mögliche Angreifer verteidigt werden.
Als erster Besitzer wird 1147 „Bruno de Burgov“, ein welfischer Ministerialer, urkundlich erwähnt. Das Geschlecht der Grafen von Burgau residierte in den Folgejahren in der Burg und wurde 1211 letztmals erwähnt. 1213 galt Heinrich von Berg bei Ehingen, der sich ab 1218 Markgraf Heinrich I. von Berg-Burgau nannte, als Besitzer. Den Markgrafentitel hatte er von seiner Mutter Adelheid, Markgräfin zu Ronsberg, nach dem Erlöschen der Ronsberger im Mannesstamm übernommen. Nicht nur das Adelsgeschlecht derer von Berg-Burgau erhielt durch diesen Titel eine Aufwertung, sondern ebenso die Burg Burgau als Herrschaftssitz, wenngleich schon in dieser Zeit die Markgrafen nur bedingt in Burgau residierten und die Burg meist durch Ministeriale bewohnt wurde. Um 1301 ging die Markgrafschaft unter König Albrecht I. als erledigtes Lehen aus dem Erbe von Heinrich III von Berg-Burgau an die Habsburger. König Albrecht übertrug die Markgrafschaft an seine Söhne, die mit den Allodien auch die Burg aus dem Besitz derer von Berg-Burgau erhielten. Die Habsburger stellten nunmehr die Markgrafen von Burgau und verwalteten ihren Besitz und die erhaltenen Rechtstitel von der Burg und der ab 1307 als Stadt bezeichneten Siedlung Burgau aus. 1324 führte der Machtgewinn der Habsburger in Schwaben zu einer mehrmonatigen Belagerung Burgaus durch den Wittelsbacher Ludwig den Bayern. Landvogt Burkhard von Ellerbach verteidigte die kaum befestigte Stadt bis zum Abzug Ludwigs vor herannahenden Truppen Herzog Leopolds von Österreich. Der Konflikt war kaum durch ein militärisches Vorgehen, sondern im Wesentlichen von der Einschließung der Stadt geprägt, sodass diese einzige Belagerung der Stadt und der Burg keine größeren Zerstörungen hervorrief. Bis zur Mitte des 16. Jahrhunderts wurde die Markgrafschaft und einzelne ihrer Teile immer wieder verpfändet, so zählten ab 1423 die Knöringer als Pfandinhaber und Landvögte der Markgrafschaft zu den Nutzern der Burg.
Das früheste erhaltene Bild der Burg datiert aus dem Jahr 1555. Der „Ehrenspiegel des Hauses Österreich“ zeigt den Burghügel mit einer Brücke über den Halsgraben und zinnenbewehrte Mauern mit dahinterliegenden Wirtschaftsgebäuden. Die Burg wird dominiert durch ein dreigeschossiges Hauptgebäude mit vorkragendem Fachwerkgeschoss und Runderker unter einem Krüppelwalmdach. Unmittelbar vor dem Haupthaus angebaut, befand sich die 1438 gestiftete Johanniskapelle mit einem kleinen Rundturm. Zusätzliche Wirtschaftsgebäude kamen laut einer Stadtansicht von Andreas Rauch bis 1613 hinzu und ersetzten Mauern und Zinnen.
Zu diesem Zeitpunkt hatten die Burg und die Stadt bereits einen spürbaren Bedeutungsverlust hinnehmen müssen. Die Habsburger bauten die verkehrsgünstig gelegene, befestigte und leichter erweiterbare Stadt Günzburg zur repräsentativen markgräflichen Residenz aus. Wenngleich auch mit Karl von Burgau zu Beginn des 17. Jahrhunderts letztmals ein Markgraf innerhalb der Markgrafschaft residierte, so saß auch der Landvogt als mächtigster Mann vor Ort nunmehr in Günzburg. Durch die allmähliche Verlagerung weiterer Amtssitze reduzierte sich Burgau und die Burg mehr und mehr zum Standort des Landammanns als Landrichter, des Oberforstmeisters sowie untergeordneter Verwaltungspersonen.

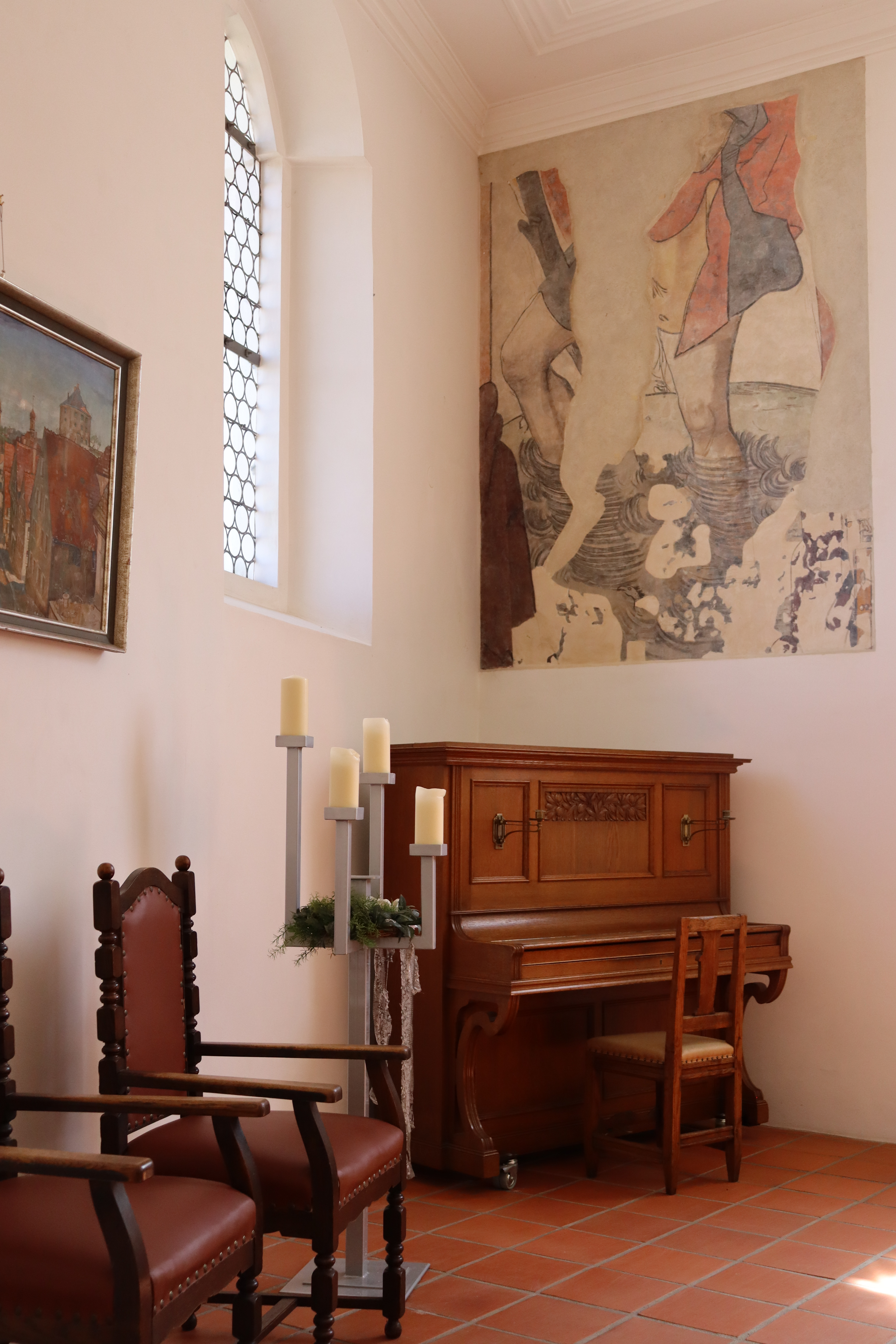
Spuren der einst dem Hauptgebäude vorgelagerten Johanniskapelle in der ehemaligen Schlosskapelle

Während des Spanischen Erbfolgekrieges nahmen im Winter 1703/1704 in Schwaben operierende französische Truppen in der Burg Quartier.  Am 26. März 1704 verursachten sie einen Brand dem nach dem spätestens mit dem Einsturz des ausgebrannten Dachstuhls die oberen Stockwerke zum Opfer fielen. Das Bauwerk wurde im Anschluss als barockes Schloss wiedererrichtet und dabei Teile des alten Grundrisses mit der vormals dem Hauptgebäude vorgelagerten Johanniskapelle vereint. Baumeister Simpert Krämer aus Edelstetten schuf unter Beibehaltung eines Teils der Außenwände eine Erweiterung und Neuaufteilung der Räume. Im Vergleich zum Vorgängerbau zeigen sich außen reduzierte klare Linien und Wandflächen. Die Gestalt des Gebäudes wandelte sich damit endgültig von einer wehrhaften Burg hin zu einem zweckmäßigen Verwaltungsbau. Die Arbeiten konnten mit der Einweihung der Schlosskapelle zu Ehren der Heiligen Johannes Baptista und Johannes Evangelista am 16. Juni 1720 abgeschlossen werden.

Der kaiserliche Landmesser Johann Lambert Kolleffel beschrieb Burgau um 1750 wie folgt: 
„Ein Stadt sambt einem in der Mitte derselben auf einem hohen Berg gelegenen Schloß welches einen ins Mindelthal weit aussehenden angenehmen prospect hat, auch besagtes Thal sambt der Stadt commandiret; worinnen vor jezo der Stadt Amman wohnet, und wovon die Marggrf. Burgau den Nahmen führet.“
Kurz darauf wurde auch das Landrichter- und Forstamt aus Burgau zum neugebildeten Oberamt in Günzburg verlegt, sodass in Burgau nurmehr eine Vogteistelle bestand.

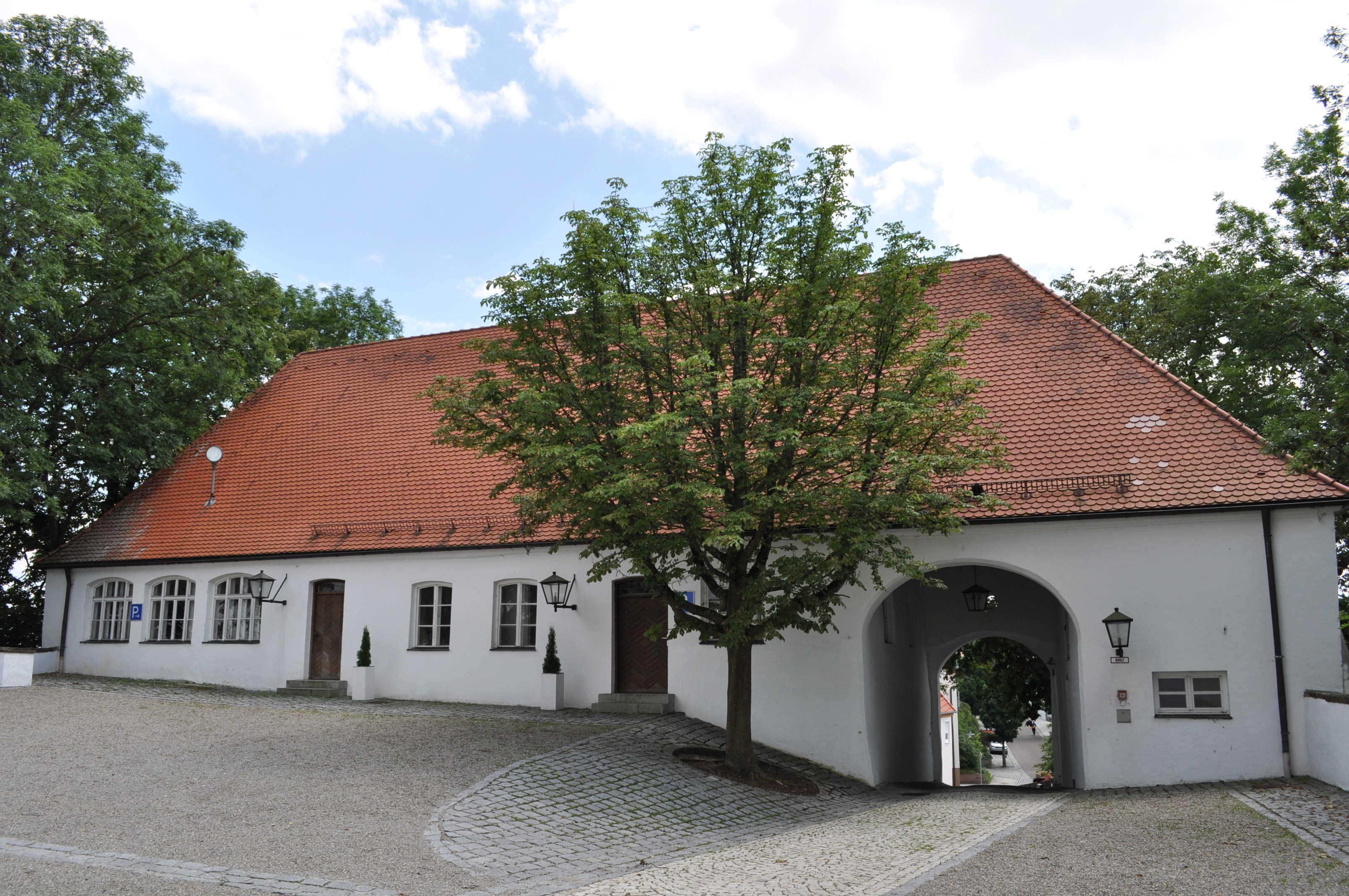
Nebengebäude mit Tordurchfahrt als Zugang zum Schlosshof

Zum Ende des 18. Jahrhunderts erhielt der frühere Landrichter Franz Christoph von Sazenhofen zu Scheßlitz das Schloss als Mannlehen. Nach dessen Konkurs 1830 wurde das Gebäude nach dringend notwendigen Instandsetzungen erstmals übergangsweise als Schulhaus genutzt. Am 20. September 1831 ersteigerte die Stadt das Schloss und schuf durch Umbauten drei Schulräume und Wohnungen für das Schulpersonal. Auch in den folgenden Jahrzehnten kam es immer wieder zu Umbauten. 1950 wurde auch das Nebengebäude nach einer Nutzung als Feuerwehrhaus für Schulzwecke umgebaut.
Mit der Fertigstellung der neuen Volksschule kam es 1954 zum Auszug der Volksschulklassen. In den Zimmern wurden bis zur Entstehung der Realschule in der Spitzstraße Klassen der Mittelschule untergebracht. Anschließend erfuhr das Schloss erneut eine Verwendung als Volksschule bis zur Sanierung der Hauptschule und der Verlegung der letzten Schulklasse dorthin am 26. November 1984.
Die Schlosskapelle wurde bis 1817 und darüber hinaus sporadisch für Messen genutzt. Von 1831 bis 1900 diente sie als Proben- und Vorführraum des Theatervereins. Ab 1907 wurde die Kapelle zum Betsaal des wachsenden „Evangelischen Diaspora-Verein Burgaus“ umgestaltet, der bereits seit 1898 in einem anderen Raum des Schlosses seinen Gottesdienst abhielt. Bis zur Fertigstellung der Christuskirche im Jahr 1958 blieb der Betsaal das Zentrum der 1953 gegründeten Evangelischen Kirchengemeinde Burgau.
Im Jahr 1973 wurde bei Sanierungsarbeiten der historische Dachstuhl abgetragen und es erfolgte eine Neukonstruktion des Dachgeschosses mit einem Austausch der obersten Geschossdecke gegen eine Betondecke. Hierbei gingen auch die Stuckdecken des zweiten Obergeschosses verloren.
Ab dem Jahr 2002 folgte eine umfassende Sanierung die mit der Sicherung des in Bewegung geratenen Schlossberges begann und mit der Umgestaltung des Hauptgebäudes zum Museum und Veranstaltungsort 2007 ihren Abschluss fand. Neben der Nutzung durch das städtische Museum bietet die Stadt Burgau seither auch die Möglichkeit einer standesamtlichen Eheschließung in den Räumen des Schlosses.

## Baubeschreibung
Das Schloss erhebt sich auf dem steilen Burgberg oberhalb der Burgauer Altstadt. Im Süden ist die Anlage durch einen tiefen Halsgraben vom westlichen Rand des Mindeltals getrennt. In unmittelbarer Nähe erhebt sich der Lorettoberg mit der 1693 geschaffenen Lorettokapelle.
Das Schlossensemble wird auf der Nordseite durch das polygonale, auf der Hofseite dreigeschossige Hauptgebäude mit groß dimensioniertem Walmdach dominiert. In der Fassade tritt das Eingangsportal durch einen Sprenggiebel und flankierende Pilaster hervor. Daneben liegende Rundbogenfenster deuten nach außen hin die Lage der ehemaligen Kapelle St. Johannes der Täufer an. Gegenüberliegend befindet sich ein, als eingeschossiges Wirtschaftsgebäude konzipierter Torbau mit Walmdach als einziger Zugang zum Schlosshof. Das Areal wird zwischen den beiden Gebäuden durch Reste der Ringmauer nach Osten und Westen abgeschlossen. Im Schlosshof befindet sich ein tiefer Brunnen.

## Museum der Stadt Burgau

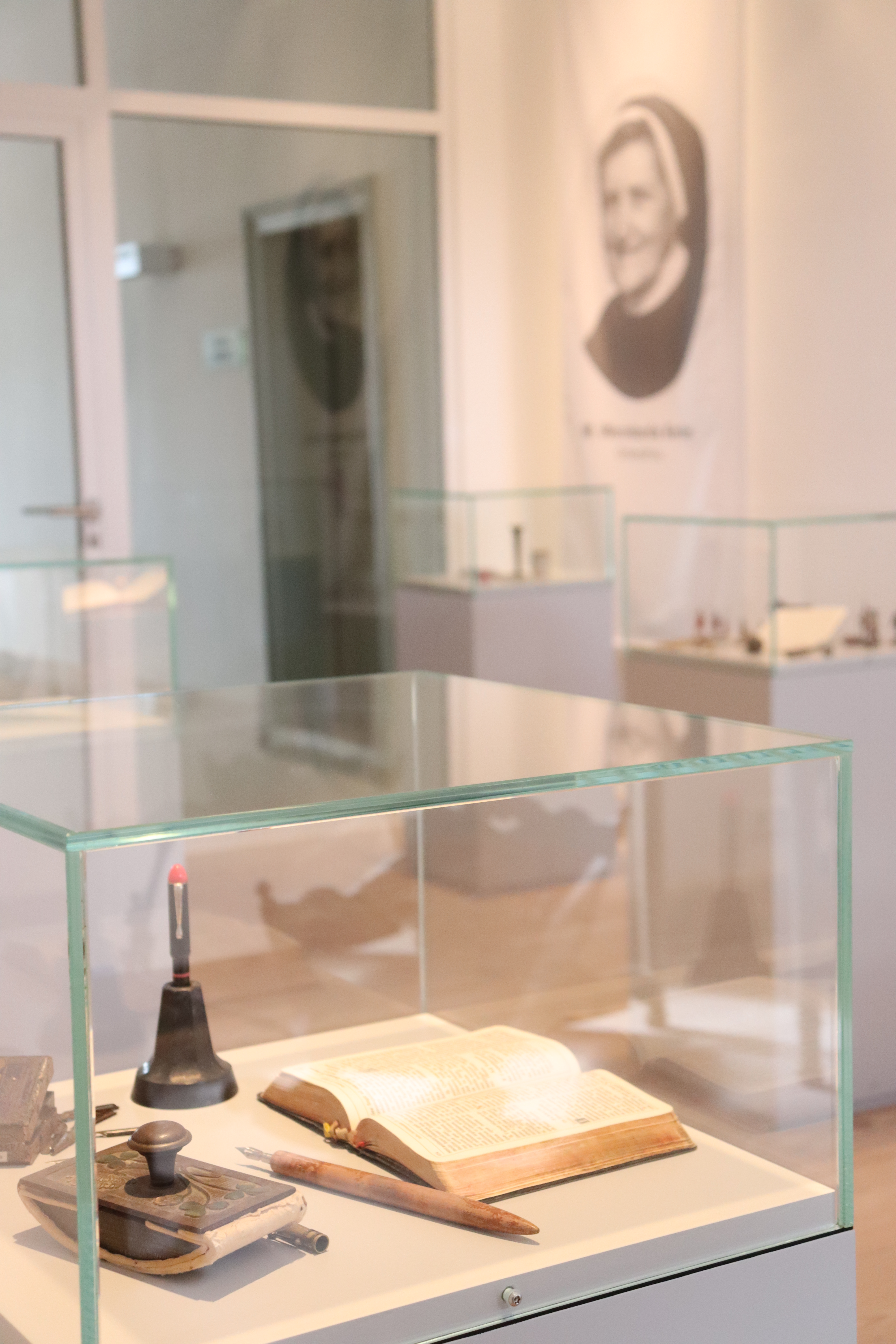
Blick in die Dauerausstellung des Museums der Stadt Burgau

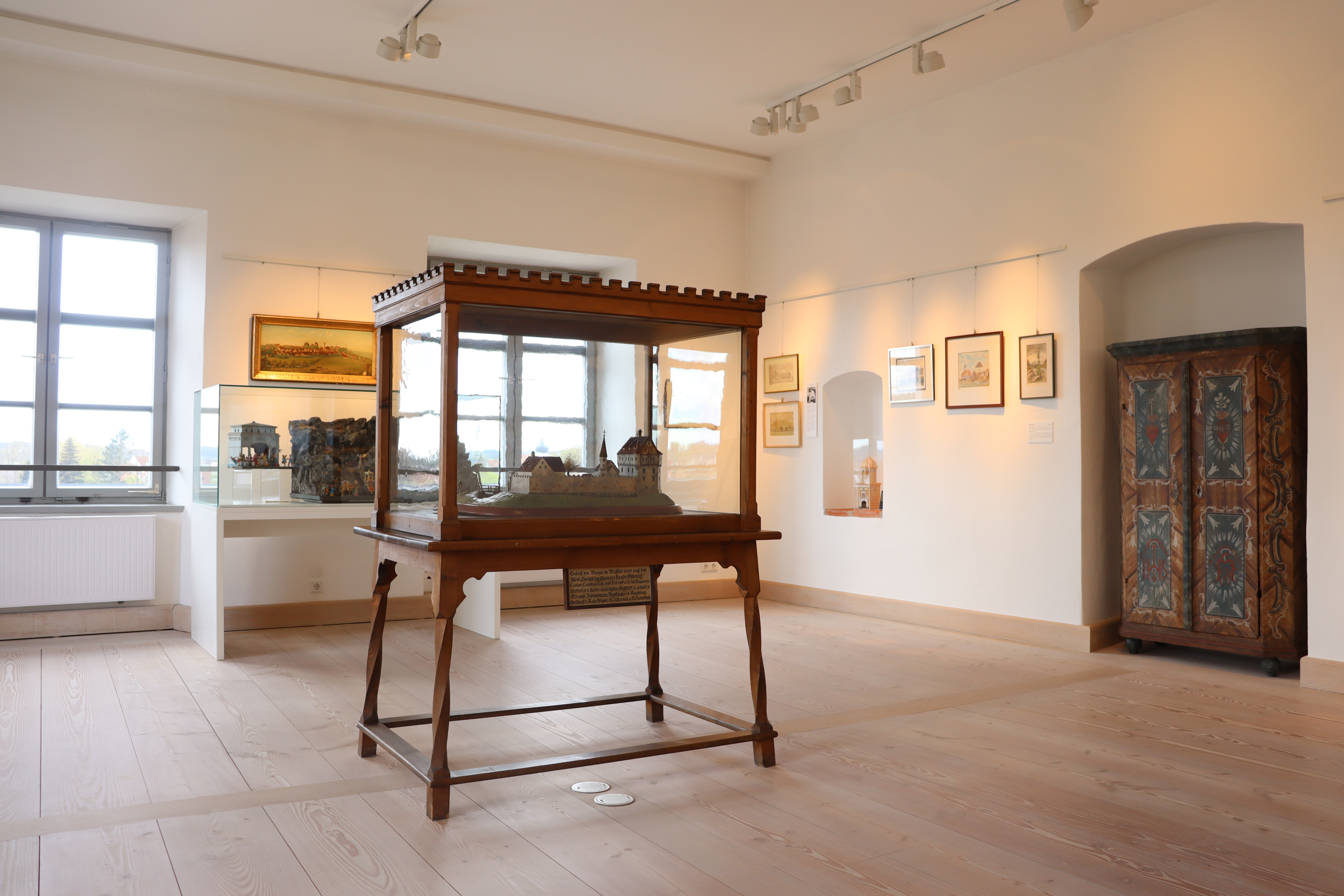
Kunst und Kunsthandwerk in der Dauerausstellung des Museums

Im Jahr 1907 wurde auf Initiative von Schulrat Norbert Schuster im Schloss ein kleines Heimatmuseum eingerichtet. Der aus Untermeitingen stammende spätere Ehrenbürger Schuster beschäftigte sich eingehend mit der Geschichte der Stadt Burgau, in die er erst 1902 versetzt worden war. Bis zu seinem Tod im Jahr 1926 erweiterte er die Sammlung vor allem durch Spenden und Schenkungen aus der Burgauer Bevölkerung. Die Museumsobjekte dienten auch den im Schloss untergebrachten Schulklassen als Anschauungsmaterial für den Unterricht. Sein Sohn Norbert Schuster junior setzte die Arbeit des Vaters fort und baute die Museumsbestände aus, bis die vorrangige Nutzung des Schlosses für Schulzwecke ab 1972 den Ausstellungsbetrieb beendete. Erst 1985 konnte das Museum wieder eingerichtet und neu eröffnet werden. Eine grundlegende Neugestaltung des Ausstellungsbereichs erfolgte letztmals im Zuge der Sanierung des Schlosses im Jahr 2007.
Neben der Dauerausstellung werden auch mehrmals jährlich wechselnde Sonderausstellungen zu Themen der Burgauer Stadtgeschichte und lokalen Kunst gezeigt.

## Belege
1. ↑  Martina Wenni-Auinger/Walter Grabert: Günzburg und Burgau – Fünf Jahrhunderte Teil des Hauses Habsburg. In: Rolf Kießling (Hrsg.): Schwäbisch-Österreich. Zur Geschichte der Markgrafschaft Burgau (1301–1805). Wißner, Augsburg 2007, S. 29–52, hier S. 29.
2. ↑  Wenni-Auinger/Grabert: Günzburg und Burgau. S. 38–40.
3. ↑  Franz Reißenauer: Münzstätte Günzburg 1764–1805. Günzburg 1982, S. 3.
4. ↑  Hans Jakob Fugger: Spiegel der Ehren des Kaiser und Königlichen Erzhauses Österreich, Bayerische Staatsbibliothek München, Cgm 896, fol. 138v.
5. ↑  Wolfgang Wüst: Günzburg. In: Kommission für bayerische Landesgeschichte (Hrsg.): Historischer Atlas von Bayern, Teil Schwaben. Band 13. München 1983, S. 48.
6. ↑  Wolfgang Wüst: Burgau: habsburgische Stadtinteressen in Vorderösterreich. Zur Polizeiordnung der Stadt Burgau von 1597. In: Historischer Verein für Schwaben (Hrsg.): Zeitschrift des Historischen Vereins für Schwaben. Band 90. Augsburg 1997, S. 43–82, hier S. 53–55.
7. ↑  Johann Lambert Kolleffel: Schwäbische Städte und Dörfer um 1750. Geographische und Topographische Beschreibung der Markgrafschaft Burgau 1749–1753. Weißenhorn 1974, S. 185.
8. ↑  Wüst: Günzburg. S. 80 u. 95.
9. ↑  Evang.-Lutherisches Pfarramt Burgau: Betsaal im Schloß und Christuskirche Burgau. Burgau 1993, S. 21–22.
10. ↑  Pfarramt Burgau: Betsaal im Schloß. S. 20–29 u. 47–53.
11. ↑  Georg Dehio: Handbuch der Deutschen Kunstdenkmäler. Bayern Band III: Schwaben. München 2008, S. 227–230.
12. ↑  Alexander Schulz: Burgau. Das Bild einer schwäbischen Stadt. In: Historischer Verein/Volkshochschule Günzburg (Hrsg.): Günzburger Hefte. Band 18. Weißenhorn 1983, S. 92–93.
13. ↑  Hans Frei: Museen in Schwaben. Lindenberg 2001, S. 49.

Koordinaten: 48° 25′ 53,4″ N, 10° 24′ 26,2″ O